# Javi Salgado
Javier Salgado Martín, detto Javi (Bilbao, 6 agosto 1980), è un ex cestista e allenatore di pallacanestro spagnolo.